# زجاج هيدويج

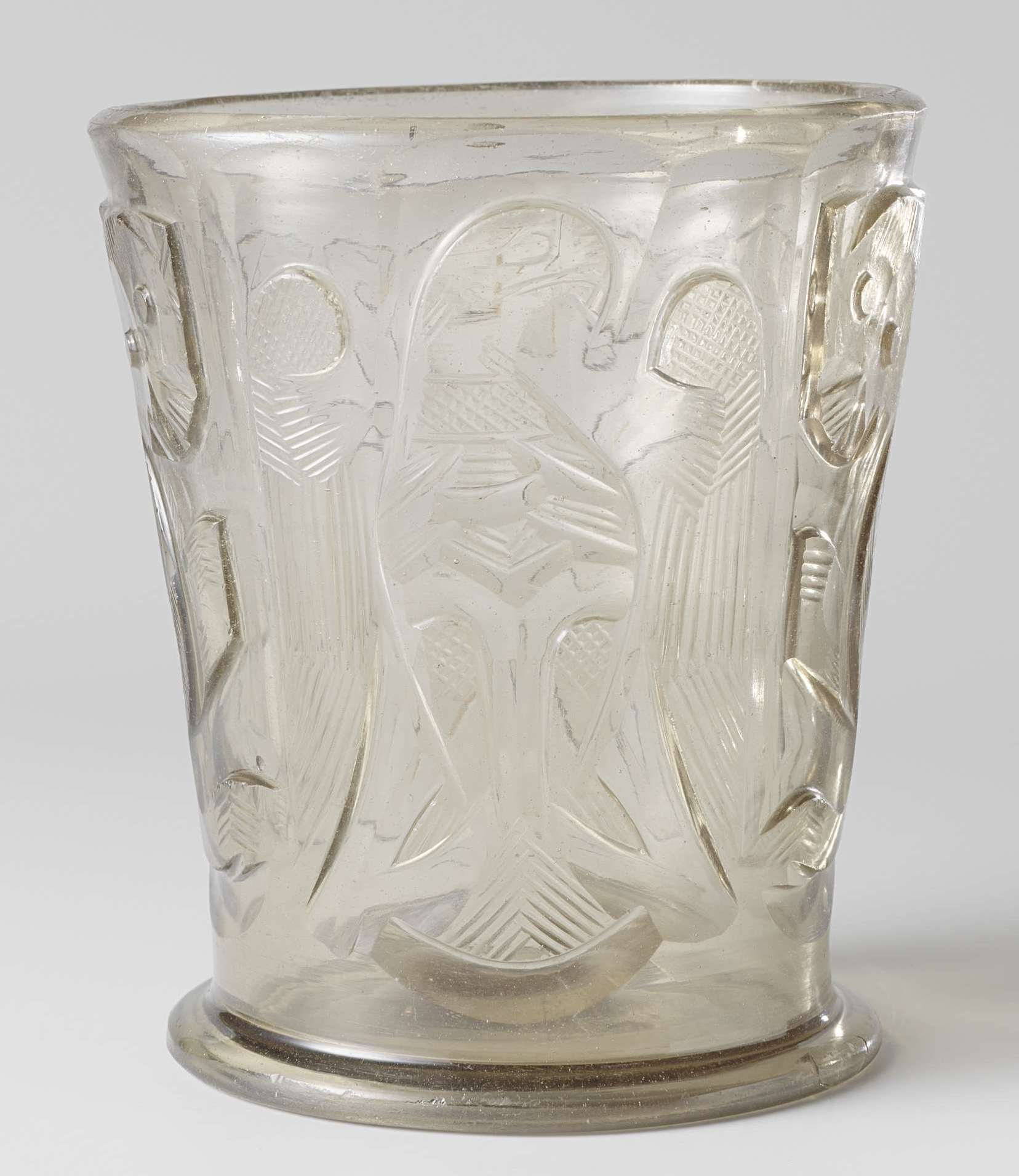
كأس هيدويج مع نسر، متحف ريجكس ، نقش بارز على شكل عجلة مع تفاصيل مظللة

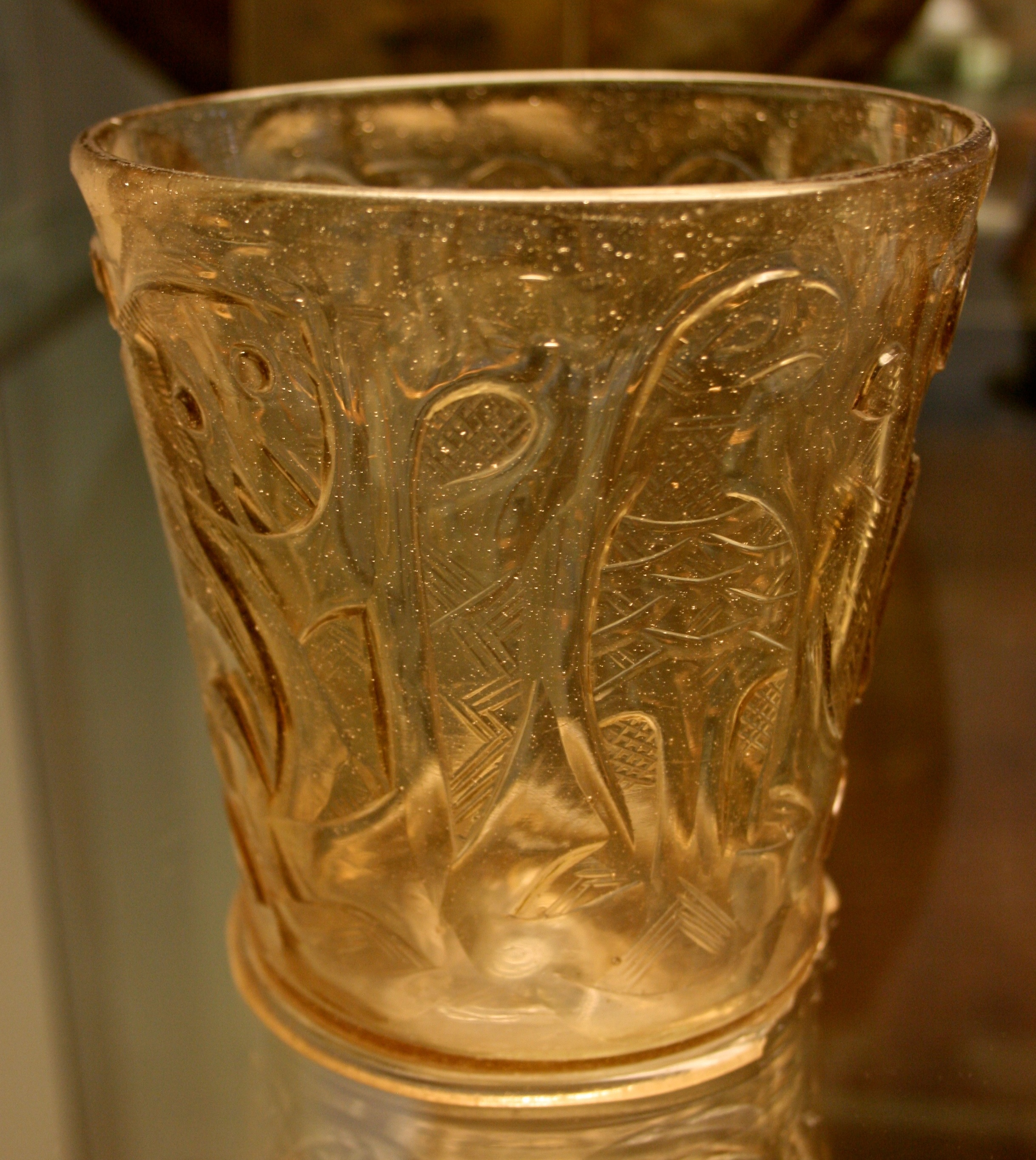
كأس هيدويج في المتحف البريطاني

أكواب هيدويج أو أكواب هيدويج هي نوع من الأكواب الزجاجية اللى نشأت في الشرق الأوسط أو صقلية النورماندية ويرجع تاريخها إلى القرنين العاشر والاتناشر الميلاديين. تم تسميتهم على اسم الأميرة السيليزية القديسة هيدويغ (1174-1245)، واللى يقال تقليديا أن ثلاثة منهم كانوا ينتمون إليها. حتى الآن، تم التعرف على ما مجموعه 14 كأس كاملة. الأصل الدقيق للنظارات محل نزاع، مع اقتراح مصر وإيران وسوريا كمصدر محتمل؛ إذا لم تكن من صنع إسلامي فهي بالتأكيد متأثرة بالزجاج الإسلامي .   من المحتمل أن تكون مصنوعة من قبل حرفيين مسلمين ، وبعض الأيقونات مسيحية، مما يشير إلى أنها ربما صنعت للتصدير أو للعملاء المسيحيين.  كانت النظرية اللى تزعم أنهم نشأوا بدل من ذلك في صقلية النورمانية في القرن الحداشر قد طرحت لأول مرة بالكامل في كتاب صدر سنة 2005 بقلم روزماري ليرك، وقد اجتذبت بعض الدعم من المتخصصين. 

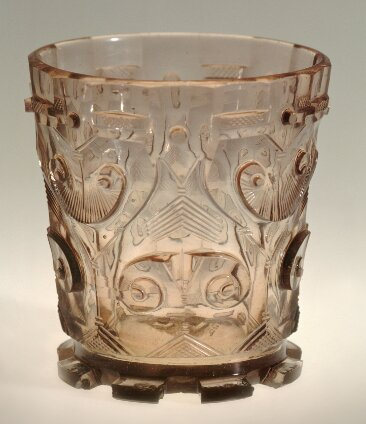
زجاج مملوك لمارتن لوثر ، موجود الآن في مجموعة فيستي كوبورغ

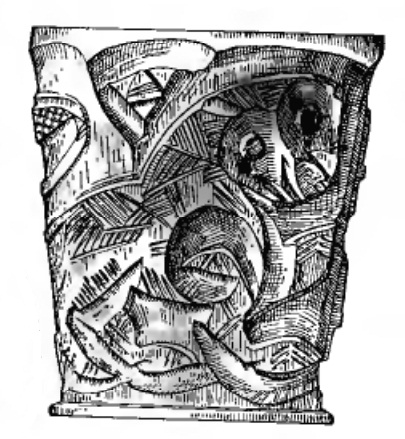
قطعة من نافا وروداك ، بيلاروسيا

### مكتمل
- المتحف البريطاني ، لندن ، المملكة المتحدة. معروض في الغرفة 34. BM Ref ME OA 1959.4-14.1، تم الحصول عليها في عام 1959، وتبرع بها PT Brooke Sewell. [5]
- متحف ريكس ، أمستردام ، هولندا. المرجع BK-NM-712. [6]
- متحف كورنينج للزجاج ، كورنينج، نيويورك ، الولايات المتحدة الأمريكية. [7]
- المتحف الوطني الجرماني ، نورمبرج ، ألمانيا. [8]
- فيستي كوبورج (المجموعات الفنية (Kunstsammlungen)))، كوبورج ، ألمانيا.
- كاتدرائية ميندن ، ألمانيا. [9]
- متحف قلعة فريدينشتاين ، جوتا ، ألمانيا.
- كاتدرائية هالبرشتات ، ألمانيا. [10]
- كاتدرائية كراكوف ، بولندا. [11]
- متحف فروتسواف (بريسلاو سابقًا)، بولندا. [12]
- دير سيدات نوتردام دي أويني ، نامور ، بلجيكا (مثالان هنا). [10]

## القديسة هيدويج

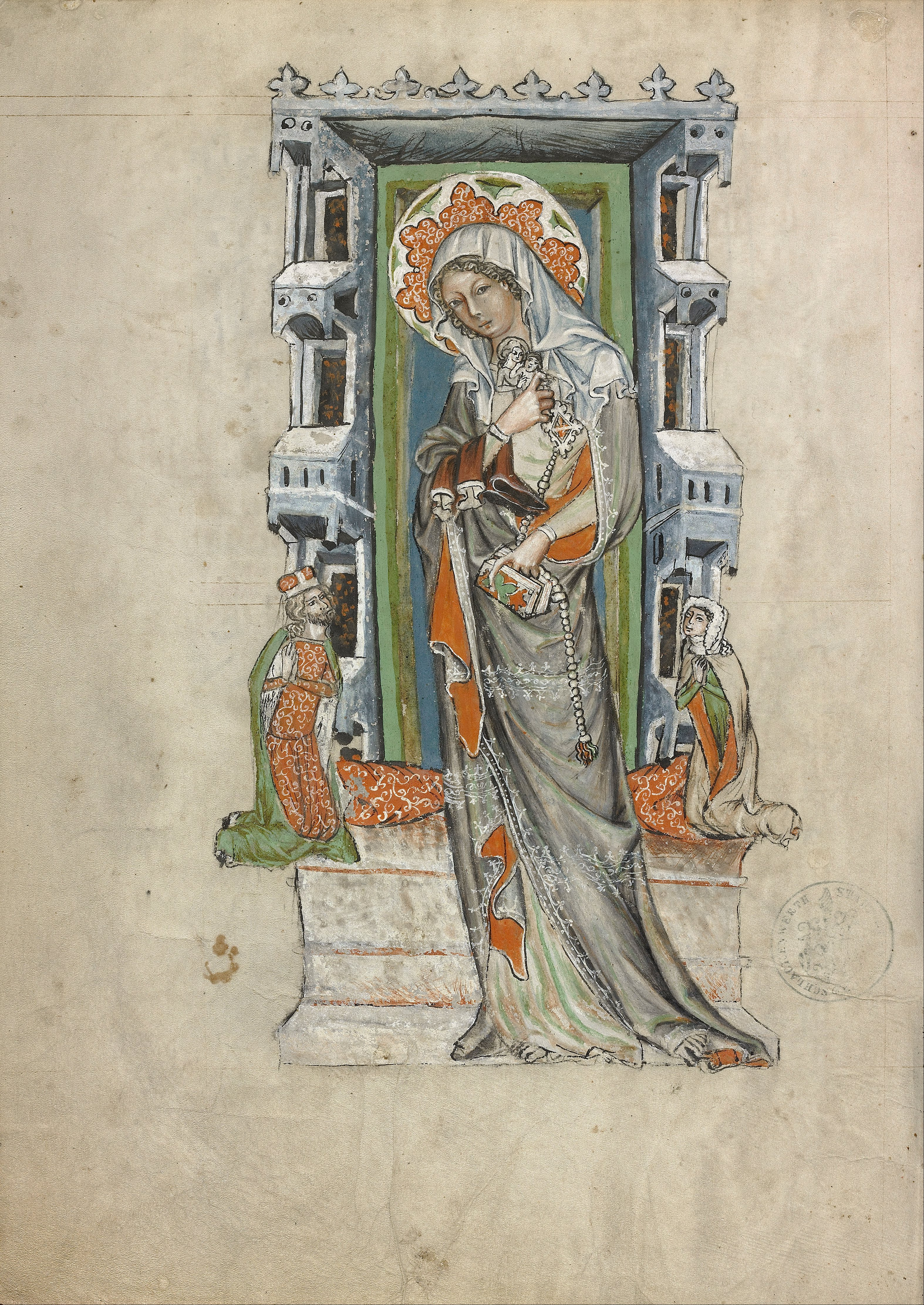
القديسة هيدويغ، من مخطوطة هيدويغ (1353)

يشتق اسم زجاج هيدويج من اسم القديسة السيليزية هيدويج (حوالي 1178-1243، تم إعلانها قديسة سنة 1267)، دوقة أنديكس-ميران وزوجة دوق فروتسواف .  وفق لأسطورة القديسة هيدويج، المسجلة في مخطوطة من بلاط الدوق لودفيج الأول في سنة 1353، فقد استخدمت الأكواب لتحويل الماء إلى نبيذ بطريقة معجزية.  أدى الارتباط المباشر بين الأكواب الزجاجيه ومعجزات القديسة هيدويج إلى زيادة الطلب على سلسلة الزجاج، حيث تم استيعاب جميعها تقريبا على الفور في خزائن الأديرة والكاتدرائيات.  أدت علاقة الأكواب بالقديس سيليزيا إلى وضع السلسله في وضع شبه أثري، حيث تم تحويل ستة من أصل عشرة أكواب إلى كؤوس أو أواني أو صناديق ذخائر تشير إلى مكانتها العالية داخل خزائن العصور الوسطى. أدى هذا الوضع الرفيع إلى اعتقاد الكثيرين بقدراتها الوقائية والشفائية؛ حيث اعتبرت نساء بيت ويتن الأكواب ضمان للولادة الآمنة.  بالإضافة إلى ذلك، يبدو أن كأس هيدويج قد وصل إلى حيازة مارتن لوثر ، أو مضيفيه؛ ويمكن رؤيته في رسم بواسطة ورشة كراناخ من عام 1507، وهو الآن موجود في فيستي كوبورغ . 